# Surazomus antonioi
Espèce
Surazomus antonioi est une espèce de schizomides de la famille des Hubbardiidae.

## Distribution
Cette espèce est endémique de l'île Cocos au Costa Rica.

## Description
Le mâle holotype mesure 3,20 mm et la femelle paratype 3,40 mm.

## Étymologie
Cette espèce est nommée en l'honneur d'Antonio Azofeifa.

## Publication originale
- Armas & Víquez, 2014 : Arachnofauna of Isla del Coco, Costa Rica, and description of a new Surazomus (Schizomida: Hubbardiidae). Revista Iberica de Aracnologia, vol. 25, p. 71-75.